# Grégory Paisley
Pour les articles homonymes, voir Paisley.
Grégory Paisley est un footballeur français évoluant au poste de défenseur, né le 7 mai 1977 à Paris.

## Carrière
Repéré très jeune, alors qu'il joue à la Jeunesse sportive de Pantin, son entraîneur conseille à ses parents d'aller l'inscrire dans un des clubs formateurs de la Région parisienne. C'est ainsi qu'il arrive au Paris Saint-Germain (PSG). Il dispute son premier match en Ligue 1 avec le PSG le 16 octobre 1998 contre l'Olympique lyonnais.
Après avoir joué notamment au PSG et au FC Sochaux, il rejoint le club de Troyes en 2005. En juin 2007, son transfert à l'Olympique de Marseille ne se conclut pas à cause de l'indemnité de transfert de 2 millions d'euros jugée trop onéreuse par le club marseillais. Il critique ouvertement son club et émet le désir de le quitter. Finalement, il est transféré au RC Strasbourg pour 3 ans. Un transfert qui se conclut autour de 900 000 €. 
En juillet 2009, il signe un contrat de 2 ans avec l'OGC Nice. Puis au cours de l'été 2011, il s'engage avec l'En Avant de Guingamp promu en ligue 2. À la fin de la saison, son contrat n'étant pas renouvelé, il termine sa carrière professionnelle en quittant le club.
Il participe notamment au film Didier (1997) en tant qu'un des joueurs du PSG.

### Reconversion
En 2018, il travaille comme consultant terrain pour la chaîne BeIn Sports.
Le vendredi 22 juin 2018, alors qu'il officie sur cette chaîne lors du match Nigéria-Islande du premier tour de la coupe du monde de football de 2018, il prononce un commentaire désobligeant à l'encontre d'un joueur nigérian, vite repris par les réseaux sociaux où les internautes s'insurgent, dénonçant une connotation raciste. BeIn Sports publie dans la foulée un communiqué pour s'excuser de ce dérapage verbal.
En septembre 2021, il intègre la 12e promotion 2021-2023 du DU Manager Général du CDES de Limoges.

## Palmarès
Vainqueur de la coupe de la Ligue en 2004 avec le FC Sochaux.